# 騰越道
騰越道（とうえつどう）は中華民国北京政府により設置された雲南省の道。

## 沿革
1913年（民国2年）2月25日、滇西道として設置、観察使は大理県に駐在した。下部に大理、雲南、洱源、鳳儀、鄧川、賓川、雲竜、弥渡、麗江、蘭坪、鶴慶、剣川、維西、中甸、永昌、永平、永康、騰衝、竜陵、蒙化、漾濞、永北、華坪、順寧、雲県、緬寧の26県を管轄した。
1914年（民国3年）5月23日に騰越道と改称。観察使は道尹と改められ、道治も騰衝県に移転、同時に緬寧県が普洱道に、また滇中道より姚安、鎮南、大姚、塩豊の4県が移管され29県を管轄するようになった。1927年（民国16年）に廃止されている。

## 行政区画
廃止直前下部の29県を管轄した。（50音順）
- 維西県
- 雲県
- 雲南県
- 雲竜県
- 永康県
- 永昌県
- 永平県
- 永北県
- 塩豊県
- 鶴慶県
- 華坪県
- 剣川県
- 洱源県
- 順寧県
- 大姚県
- 大理県
- 中甸県
- 鎮南県
- 騰衝県
- 鄧川県
- 弥渡県
- 賓川県
- 鳳儀県
- 蒙化県
- 姚安県
- 漾濞県
- 蘭坪県
- 竜陵県
- 麗江県